# Per-Anger-Preis
Den Per-Anger-Preis verleiht das schwedische Forum för levande historia seit 2004 jährlich an Personen, die sich beispielhaft für Demokratie und Menschenrechte einsetzen. Per Anger (1913–2002) war ein schwedischer Diplomat, der zahlreiche Juden vor dem Holocaust in Budapest rettete.

## Bisherige Preisträger
- 2004: Gennaro Verolino
- 2005: Arsen Sakalov
- 2006: Aliaksandr Bialitski
- 2007: Organización Femenina Popular
- 2008: Sebastian Bakare
- 2009: Brahim Dahane
- 2010: Jelena Urlajewa
- 2011: Narges Mohammadi
- 2012: Sapiyat Magamedova
- 2013: Justine Ijeomah
- 2014: Rita Mahato
- 2015: Islena Rey Rodríguez
- 2016: Abdullah al-Khateeb
- 2017: Gégé Katana Bukuru
- 2018: Teodora del Carmen Vásquez
- 2019: Najwa Alimi
- 2020: Intisar Al-Amyal
- 2021: S’bu Zikode
- 2022: Anabela Lemos
- 2023: Malú García Andrade
- 2024: Sithar Chhim[1]

## Weblink
- The Per Anger Prize auf Englisch und Schwedisch